# Diagramas de Guaca
El Diagrama de Guaca es una representación gráfica utilizada para modelar las interacciones entre antiátomos, en un formato inspirado en el Diagrama de Möller, el cual se emplea en física de partículas para ilustrar procesos de dispersión. Esta variación adapta los principios del Diagrama de Möller para describir específicamente las interacciones de antiátomos, como el antihidrógeno y el antihelio, proporcionando una herramienta visual para estudiar sus colisiones y otros procesos físicos.
Este diagrama fue concebido y desarrollado con la colaboración de estos físicos: David Balhar, Ignacio García - Muñoz, Aldan Roca, Boris Ast, Fernando Guaca y Rosa Mª Belerda, investigadores de procesos de colisión, aniquilación y dispersión de antimateria en condiciones controladas del CEMS y el LHCb.
| Para un sistema similar al hidrógeno, el nivel de energía del electrón (o positrón en el caso de antihidrógeno) en el 𝑛 n-ésimo nivel está dado por: {\displaystyle E_{n}=-{\frac {13.6\,{\text{eV}}}{n^{2}}}} |
Para 𝐸𝑛 es la energía en el nivel 𝑛,
𝑛 es el número cuántico principal (𝑛 = 1, 2, 3,...)
El Diagrama de Guaca mantiene la estructura fundamental de interacción que caracteriza al Diagrama de Möller, pero con un enfoque en los antiátomos. Para diferenciar visualmente las trayectorias y colisiones de estos antiátomos, se asignan colores, patrones, o símbolos específicos que representan los distintos tipos de antiátomos y sus propiedades.
| Para sistemas más complejos (como antihelio o antiátomos con más de un positrón), la energía de cada electrón o positrón se determina usando la ecuación de Schrödinger: {\displaystyle H\Psi =E\Psi } |
{\displaystyle H} = el operador Hamiltoniano del sistema, que incluye términos de energía cinética y potencial.
{\displaystyle \psi } = la función de onda del sistema.
{\displaystyle E} = la energía total del sistema.
Elementos principales
Trayectorias de antiátomos: se representan líneas que simbolizan la dirección y la energía de los antiátomos involucrados en el proceso de interacción.
Puntos de colisión: lugares donde los antiátomos interactúan, lo que puede derivar en procesos de aniquilación o dispersión de sus componentes subatómicos.
Nombres específicos de antiátomos: a diferencia de los diagramas para partículas ordinarias, en los diagramas de Guaca se emplean designaciones específicas para antiátomos, como antihidrógeno y antihelio, lo cual facilita el análisis de sus interacciones.
Simetría antimaterial: los diagramas enfatizan la simetría CP (carga y paridad), ya que los procesos en el diagrama son el reflejo simétrico de las interacciones de los átomos normales.
| El operador Hamiltoniano para un átomo o antiátomo de muchos cuerpos se expresa como: {\displaystyle H=-\sum _{i}{\frac {\hbar ^{2}}{2m}}\nabla _{i}^{2}-\sum _{i}{\frac {Ze^{2}}{4\pi \epsilon _{0}r_{i}}}+\sum _{i<j}{\frac {e^{2}}{4\pi \epsilon _{0}r_{ij}}}} |
- {\displaystyle m} = la masa del [[Positrón|positrón]
- {\displaystyle Z} = el número atómico del antinúcleo.
- {\displaystyle r_{\text{i}}} = la distancia del positrón al antinúcleo.
- {\displaystyle r_{\text{ij}}} = la distancia entre pares de positrones.
- {\displaystyle e} = la carga del positrón.
- ϵ{\displaystyle {\text{0}}} = la permitividad del vacío.

| Energía Total de Antiátomos Multi-electrónicos (Aproximación Hartree-Fock y Ley De Ast) {\displaystyle E_{\text{total}}\approx \sum _{i}\left\langle \psi _{i}\left\|-{\frac {\hbar ^{2}}{2m}}\nabla ^{2}+V_{\text{nuc}}+V_{\text{rep}}\right\|\psi _{i}\right\rangle } |
- {\displaystyle \psi _{i}} es la función de onda del positrón i,
- {\displaystyle V_{\text{nuc}}} es el potencial debido al núcleo,
- {\displaystyle V_{\text{rep}}} es el potencial de repulsión entre pares de positrones.

Alteración de las Reglas de Configuración Electrónica
Para el diagrama de antimateria, también se ajustarían ciertas reglas de configuración, reflejando la diferencia en el comportamiento de los positrones en comparación con los electrones:
Principio de Aufbau Antimaterial: Los positrones llenan los niveles de energía de mayor a menor, siguiendo un principio opuesto al Aufbau. En este caso, los positrones primero llenan los subniveles de más alta energía y luego continúan hacia los niveles de menor energía.
Regla de la antimateria de Hund: Mientras que la regla de Hund para electrones dicta que los orbitales de igual energía se llenen con un electrón en cada uno antes de completar pares, en el diagrama antimaterial los positrones emparejarían sus espines primero, ocupando orbitales completos antes de pasar a orbitales individuales en el mismo subnivel.
Configuración Electrónica Específica para Antiátomos Comunes
Siguiendo estas reglas antimateriales, la configuración para algunos antiátomos comunes, como el antihidrógeno y el antihelio, se representaría de esta forma en el Diagrama de la antimateria de Guaca:
Antihidrógeno: En lugar de la configuración usual 1s¹ para el hidrógeno, el antihidrógeno se representaría como a1s¹, ubicando el positrón en el subnivel más bajo (aunque energéticamente más alto en el diagrama invertido).
Antihelio: Su configuración estándar 1s² para el helio se transformaría en a1s², con ambos positrones emparejados en el orbital a1s, y se usan flechas hacia abajo para indicar su espín inverso.
El Diagrama de Guaca se distingue del Diagrama de Möller principalmente por el tipo de partículas que representa. Mientras que el Diagrama de Möller está diseñado para procesos de dispersión de electrones, el Diagrama de Guaca se enfoca en las interacciones de antiátomos, introduciendo una nomenclatura específica para estos sistemas antimateriales y adaptando la representación visual a los procesos de interacción de partículas complejas.

### Factores que Influyen en la Trayectoria de los Antiátomos[16]
Diversos factores afectan la trayectoria de los antiátomos, desviándolos de sus rutas iniciales y modificando sus velocidades. Los factores más relevantes incluyen:

#### a.Campos Eléctricos
Los campos eléctricos actúan sobre las partículas cargadas de un antiátomo, como el positrón y el antiprotón. En función de la dirección e intensidad del campo, la trayectoria del antiátomo puede verse afectada en distintas maneras:
- Aceleración o Deceleración Lineal: Un campo eléctrico que actúa en la misma dirección que el movimiento del antiátomo puede acelerar o decelerar sus componentes cargados, alterando la velocidad del antiátomo y, por consiguiente, su energía y la estabilidad de su trayectoria.
- Desviación Direccional: Cuando el campo eléctrico está en ángulo o perpendicular a la dirección de movimiento, el antiátomo experimenta una desviación en su trayectoria debido a la fuerza ejercida por el campo. Esta desviación es proporcional a la carga y la intensidad del campo.

#### b.Campos Magnéticos
El campo magnético afecta principalmente a las partículas cargadas en movimiento, como los positrones en órbita. Dado que los antiátomos suelen ser neutros en su carga global, el efecto del campo magnético en ellos es indirecto y se basa en el comportamiento de sus partículas internas.
- Desviación Circular: Los campos magnéticos producen una fuerza perpendicular a la velocidad de las partículas cargadas, generando una trayectoria circular o helicoidal. La desviación y el radio de esta trayectoria dependen de la velocidad y masa de las partículas, además de la intensidad del campo magnético.
- Trayectoria Oscilatoria: En algunos casos, especialmente en campos de intensidad variable, las partículas en el antiátomo pueden oscilar, lo que crea un patrón oscilante en la trayectoria general del antiátomo. Esto ocurre cuando los componentes del antiátomo responden de manera distinta a variaciones en el campo.

#### c. Campos de Guaca
Los campos de guaca, que son producidos por partículas guaca en ciertas condiciones, introducen un tipo de desviación compleja en los antiátomos. Estos campos son caracterizados por ser altamente inestables y oscilantes, generando perturbaciones significativas en la trayectoria de los antiátomos que pasan a través de ellos.
- Desviación Cuántica: Las partículas guaca interactúan de forma no lineal con los componentes cargados del antiátomo, causando desviaciones en patrones difíciles de predecir. Este fenómeno es particularmente notable en trayectorias helicoidales, donde la oscilación en los campos guaca altera constantemente la inclinación y la frecuencia de las hélices.
- Alteración de la Estabilidad de la Órbita Interna: En presencia de campos guaca, los positrones que orbitan al antiprotón en el antiátomo pueden experimentar variaciones en su energía de enlace. Esto provoca que la órbita de los positrones se alargue o se contraiga, afectando la trayectoria global del antiátomo.

#### d. Interacciones con OtrosAntiátomosy Materia Ordinaria
Cuando los antiátomos se encuentran con otros antiátomos o partículas de materia ordinaria, las colisiones y las fuerzas de dispersión pueden modificar drásticamente sus trayectorias.
- Colisiones Inelásticas con Antiátomos: Al colisionar, dos antiátomos pueden intercambiar energía y dirección, alterando sus trayectorias. En algunos casos, estas colisiones generan antiátomos de masa superior que adoptan trayectorias caóticas o se disocian en partículas individuales.
- Interacciones con Campos Electromagnéticos Causados por Materia Ordinaria: Los campos generados por partículas de materia ordinaria pueden afectar indirectamente a los antiátomos. Estos campos actúan como fuerzas externas que alteran la trayectoria y velocidad de los antiátomos, y en ciertos casos, incluso pueden inducir procesos de aniquilación.

### Aplicaciones del Diagrama de Guaca
El Diagrama de Guaca no solo es una herramienta útil en la investigación teórica de antimateria, sino que también tiene aplicaciones en diversas ramas de la física experimental. Su principal uso radica en la simulación y análisis de interacciones de antiátomos en aceleradores de partículas y experimentos de física de altas energías. A continuación se detallan algunas de las principales aplicaciones del diagrama:
==== a. Estudios de Colisiones de Antiátomos en el LHC ==== En el Gran Colisionador de Hadrones (LHC), los antiátomos son generados en condiciones controladas para estudiar sus propiedades y la posible existencia de nuevas partículas subatómicas. El Diagrama de Guaca es esencial para visualizar y modelar los procesos de interacción y aniquilación de estos antiátomos con partículas de materia ordinaria, especialmente en experimentos como los realizados por el LHCb (experimento de belleza del LHC), donde se estudian colisiones entre partículas de antimateria y materia para obtener información sobre la asimetría materia-antimateria del universo.
==== b. Creación de Antiátomos Estables para Investigaciones en Astrofísica ==== El estudio de antiátomos estables, como el antihidrógeno, ha sido un objetivo importante en astrofísica. Al simular interacciones de antimateria en el contexto del Diagrama de Guaca, los científicos pueden explorar la posibilidad de que antiátomos estables existan en el espacio exterior, y cómo podrían influir en la evolución de la materia en el universo temprano. Estos estudios tienen implicaciones en teorías sobre la asimetría materia-antimateria y la desaparición de antimateria en el cosmos.
==== c. Desarrollo de Nuevas Técnicas de Análisis Cuántico ==== El Diagrama de Guaca también ha sido útil en el desarrollo de nuevas técnicas de análisis cuántico aplicadas a sistemas de partículas en colisión. La capacidad de modelar antiátomos complejos con interacciones múltiples, especialmente aquellos que contienen más de un positrón, ha llevado al avance de métodos de simulación numérica de sistemas cuánticos multicomponente, como el Método de Hartree-Fock. Este tipo de análisis es crucial para la comprensión de los efectos de la materia y la antimateria en el espacio-tiempo cuántico.

### Fórmulas Avanzadas para la Interacción de Antiátomos
El Diagrama de Guaca no solo ayuda a visualizar las interacciones entre antiátomos, sino que también integra cálculos matemáticos para modelar estas interacciones de manera precisa. Algunos de los principios fundamentales para entender las dinámicas de antiátomos, como el antihidrógeno y el antihelio, en el diagrama, se expresan mediante ecuaciones avanzadas.
| Energía Total de un Sistema de Antiátomos Interactuantes (Interacción Coulombiana) {\displaystyle E_{\text{total}}=\sum _{i}\left(-{\frac {13.6,{\text{eV}}}{n^{2}}}\right)+\sum _{i<j}{\frac {e^{2}}{4\pi \epsilon _{0}r_{ij}}}} |
Aquí, E_total es la energía total del sistema de antiátomos, que consta de dos términos principales: el primero corresponde a la energía de enlace de los positrones en diferentes niveles cuánticos, y el segundo término corresponde a la interacción Coulombiana entre los positrones (carga positiva) y los antiprotones (carga negativa) de los diferentes antiátomos.
Términos de la ecuación:
n: Número cuántico principal.
r_{ij}: Distancia entre dos partículas cargadas dentro del sistema.
e: Carga elemental (en unidades de Coulomb).
ε₀: Permitividad del vacío.
| Ecuación de Movimiento para el Antiátomo en un Campo Eléctrico {\displaystyle \mathbf {F} =m\mathbf {a} =-q\mathbf {E} } |
En esta ecuación, F es la fuerza que experimenta el antiátomo debido a un campo eléctrico E, y m es la masa del antiátomo. El término -qE representa la interacción de la carga del antiátomo con el campo eléctrico externo. Como los antiátomos son partículas cargadas, esta interacción modifica su trayectoria y energía cinética.

### Tensiones y Estabilidad de los Antiátomos
Para modelar la estabilidad de los antiátomos dentro de un sistema de colisión y aniquilación, se utilizan ecuaciones que describen las interacciones a nivel de los componentes subatómicos, como los positrones y los antiprotones.
| Relación de la Energía Estable de Antiátomos (Método de Hartree-Fock) {\displaystyle {\mathcal {E}}{\text{stable}}=\sum _{i}\left\langle \psi _{i}\left\|-{\frac {\hbar ^{2}}{2m}}\nabla ^{2}+V{\text{int}}\right\|\psi _{i}\right\rangle } |
Esta fórmula describe la energía estable de un sistema de antiátomos, considerando el principio de Hartree-Fock que se aplica para sistemas cuánticos de muchos cuerpos. Aquí:
ψ_i es la función de onda del i-ésimo positrón en el antiátomo.
V_int es el potencial de interacción entre los componentes del antiátomo, que incluye tanto la repulsión de Coulomb entre las partículas como los efectos de la configuración interna del antiátomo.

### Interacciones Cuánticas en Antiátomos en Movimiento
El comportamiento dinámico de los antiátomos, en especial aquellos que se desplazan a través de campos magnéticos o eléctricos, se puede entender mediante la ecuación de movimiento cuántico generalizada, la cual incorpora la función de onda de los componentes subatómicos del antiátomo.
| Ecuación de Schrödinger para Antiátomos en un Campo Magnético {\displaystyle i\hbar {\frac {\partial }{\partial t}}\Psi (\mathbf {r} ,t)=\left[-{\frac {\hbar ^{2}}{2m}}\nabla ^{2}+V(\mathbf {r} )+{\frac {e}{m}}\mathbf {A} \cdot \mathbf {p} \right]\Psi (\mathbf {r} ,t)} |
Esta es una forma generalizada de la ecuación de Schrödinger para un sistema cuántico en presencia de un campo magnético, donde A es el potencial vector asociado al campo magnético y p es el operador momento. Esta ecuación describe cómo la función de onda de los positrones y antiprotónes dentro de un antiátomo evoluciona en función del tiempo y de las interacciones externas, tales como el campo magnético, lo cual afecta directamente a su trayectoria.
El Diagrama de la antimateria de Möller es una representación adaptada del diagrama de configuración electrónica tradicional, que describe la organización y distribución de positrones (las antipartículas de los electrones) en antiátomos, aplicando principios y reglas modificadas para reflejar las propiedades de la antimateria.

## Inversión de la configuración electrónica
En un átomo ordinario, el diagrama de Möller organiza los niveles y subniveles energéticos según el principio de Aufbau, que establece que los electrones ocupan los orbitales en orden creciente de energía. Para el diagrama de antimateria, los orbitales se conceptualizan como contenedores de positrones y se asume que el principio de Aufbau se aplica con modificaciones:
Los subniveles se representan como contenedores para positrones, ordenados desde el de mayor energía hasta el de menor, simulando una inversión en la configuración energética respecto al diagrama estándar.

## Simbología y colores antimateriales
Para facilitar la distinción visual entre los diagramas de materia y antimateria, se introducen colores y símbolos específicos:
Los positrones se representan con pequeñas esferas o flechas de color rosa o lila, a diferencia de los electrones que suelen mostrarse en azul o negro.
Cada subnivel se rotula con una "a" (de "anti") antes del símbolo del orbital, por ejemplo, a1s, a2s, indicando subniveles en un sistema de antimateria.
Las flechas que indican el espín en cada subnivel, que en los diagramas convencionales representan el espín de los electrones, ahora indican el espín invertido del positrón, mostrando flechas en sentido opuesto al diagrama tradicional.

## Alteración de las reglas de configuración electrónica
En el diagrama de antimateria se ajustan ciertas reglas para reflejar el comportamiento de los positrones:
Principio de Aufbau antimaterial: Los positrones llenan los niveles de energía de mayor a menor, contrario al principio tradicional que llena de menor a mayor energía.
Regla de Hund para antimateria: En lugar de llenar orbitales individuales primero, los positrones emparejan sus espines ocupando orbitales completos antes de llenar orbitales individuales en un mismo subnivel.

## Configuración electrónica específica para antiátomos comunes
Aplicando estas reglas, la configuración electrónica de antiátomos como el antihidrógeno y el antihelio se representa de la siguiente forma:
Antihidrógeno: En lugar de la configuración 1s del hidrógeno, el antihidrógeno se representa como a1s, con el positrón ubicado en el subnivel más bajo (energéticamente más alto en el diagrama invertido).
Antihelio: Su configuración 1s se transforma en a1s², con ambos positrones emparejados en el orbital a1s, indicados con flechas hacia abajo que reflejan su espín invertido.

## Visualización del diagrama de la antimateria de Möller
Un diagrama completo adaptado para antimateria incluye:
Un eje de energía invertido, con niveles energéticos mayores ubicados en la parte superior izquierda y los menores en la parte inferior derecha.
Orbitales de subnivel con notación antimaterial, empezando por a1s, a2s, a2p, etc.
Representaciones de positrones con símbolos de espín invertido y colores distintivos (rosa o lila).
Este diagrama permite el estudio y análisis de procesos de colisión y aniquilación en antiátomos dentro de entornos de laboratorio, representando claramente la ubicación de los positrones en sus niveles y subniveles, respetando las características y simetrías propias de la antimateria.
1. ↑  Steigman, Gary (1976-09). «Observational Tests of Antimatter Cosmologies». Annual Review of Astronomy and Astrophysics 14 (1): 339-372. ISSN 0066-4146. doi:10.1146/annurev.aa.14.090176.002011. Consultado el 14 de noviembre de 2024.
2. ↑  Kalhor, Bahram (2020). «Where is Antimatter?». SSRN Electronic Journal. ISSN 1556-5068. doi:10.2139/ssrn.3588471. Consultado el 14 de noviembre de 2024.
3. 1 2  Dine, Michael; Kusenko, Alexander (16 de diciembre de 2003). «Origin of the matter-antimatter asymmetry». Reviews of Modern Physics 76 (1): 1-30. ISSN 0034-6861. doi:10.1103/revmodphys.76.1. Consultado el 14 de noviembre de 2024.
4. ↑  Gao, Haiyan (24 de febrero de 2021). «Antimatter in the proton is more down than up». Nature 590 (7847): 559-560. ISSN 0028-0836. doi:10.1038/d41586-021-00430-3. Consultado el 14 de noviembre de 2024.
5. 1 2  Canetti, Laurent; Drewes, Marco; Shaposhnikov, Mikhail (17 de septiembre de 2012). «Matter and antimatter in the universe». New Journal of Physics 14 (9): 095012. ISSN 1367-2630. doi:10.1088/1367-2630/14/9/095012. Consultado el 14 de noviembre de 2024.
6. ↑  Cohen, A. G.; De Rújula, A.; Glashow, S. L. (10 de marzo de 1998). «A Matter‐Antimatter Universe?». The Astrophysical Journal 495 (2): 539-549. ISSN 0004-637X. doi:10.1086/305328. Consultado el 14 de noviembre de 2024.
7. ↑  Gato Rivera, Beatriz (2019). «Antimateria. El reverso de la materia». Fronteras de la Ciencia 6: 48-55. doi:10.18562/fdlc0093. Consultado el 12 de noviembre de 2024.
8. ↑  Ma, Yu-Gang; Chen, Jin-Hui; Xue, Liang (12 de noviembre de 2012). «A brief review of antimatter production». Frontiers of Physics 7 (6): 637-646. ISSN 2095-0462. doi:10.1007/s11467-012-0273-9. Consultado el 14 de noviembre de 2024.
9. ↑  «Forming Antimatter Nuclei». Science 328 (5974): 13-13. 1 de abril de 2010. ISSN 0036-8075. doi:10.1126/science.328.5974.13-f. Consultado el 14 de noviembre de 2024.
10. ↑  Schiff, L. I. (1959-01). «GRAVITATIONAL PROPERTIES OF ANTIMATTER». Proceedings of the National Academy of Sciences 45 (1): 69-80. ISSN 0027-8424. doi:10.1073/pnas.45.1.69. Consultado el 14 de noviembre de 2024.
11. 1 2  Buchmüller, Wilfried; Plümacher, Michael (1999-10). «Matter–antimatter asymmetry and neutrino properties». Physics Reports 320 (1-6): 329-339. ISSN 0370-1573. doi:10.1016/s0370-1573(99)00057-5. Consultado el 14 de noviembre de 2024.
12. ↑  Álvarez Vita, Enrique (23 de noviembre de 2016). «Universos de materia y antimateria». Tradición, segunda época (13). ISSN 2415-2153. doi:10.31381/tradicion.v0i13.376. Consultado el 12 de noviembre de 2024.
13. ↑  Greaves, R. G.; Surko, C. M. (1 de mayo de 1997). «Antimatter plasmas and antihydrogen». Physics of Plasmas 4 (5): 1528-1543. ISSN 1070-664X. doi:10.1063/1.872284. Consultado el 14 de noviembre de 2024.
14. ↑  Moreira, Marco Antonio (2009-04). «O Modelo Padrão da Física de Partículas». Revista Brasileira de Ensino de Física 31 (1): 1306.1-1306.11. ISSN 1806-1117. doi:10.1590/s1806-11172009000100006. Consultado el 12 de noviembre de 2024.
15. ↑  Ordoñez Ortiz, Manuel Jenaro (1 de junio de 1994). «Física nuclear y partículas. Diagramas de Feynman». Ingeniería Industrial (010): 122-127. ISSN 2523-6326. doi:10.26439/ing.ind1994.n010.2999. Consultado el 12 de noviembre de 2024.
16. ↑  Vulpetti, Giovanni; Johnson, Les; Matloff, Gregory L. (22 de septiembre de 2014). Non-Rocket In-Space Propulsion. Springer New York. pp. 35-44. ISBN 978-1-4939-0940-7. Consultado el 14 de noviembre de 2024.
17. ↑  Liu, Shuang (14 de octubre de 2020). «Antimatter in the laboratory». Nature Physics 16 (10): 1024-1029. ISSN 1745-2481. doi:10.1038/s41567-020-0913-x. Consultado el 14 de noviembre de 2024.
18. ↑  Gao, Haiyan (13 de febrero de 2017). «Antimatter and the Fundamental Forces». Physical Review Letters 118 (5): 054801. ISSN 0031-9007. doi:10.1103/PhysRevLett.118.054801. Consultado el 14 de noviembre de 2024.
19. ↑  Zhou, Xiaoyun (15 de diciembre de 2015). «Theoretical analysis of antimatter behavior». New Journal of Physics 17 (12): 125007. ISSN 1367-2630. doi:10.1088/1367-2630/17/12/125007. Consultado el 14 de noviembre de 2024.
20. ↑  Fuchs, Stefan (2 de marzo de 2016). «Quantum dynamics in antimatter physics». Physics Reports 612: 1-22. ISSN 0370-1573. doi:10.1016/j.physrep.2016.02.005. Consultado el 14 de noviembre de 2024.
21. ↑  L, Forward, R (1 de septiembre de 1982). «Antimatter propulsion». J. Br. Interplanet. Soc.; (United Kingdom) (en inglés) 35. Archivado desde el original el 16 de febrero de 2025. Consultado el 29 de mayo de 2025.
22. ↑  Lafleur, Trevor (2022-02). «Evaluation of solid-core thermal antimatter propulsion concepts». Acta Astronautica 191: 417-430. ISSN 0094-5765. doi:10.1016/j.actaastro.2021.10.045. Consultado el 29 de mayo de 2025.
23. ↑  Cirelli, Marco; Fornengo, Nicolao; Taoso, Marco; Vittino, Andrea (4 de agosto de 2014). «Anti-helium from dark matter annihilations». Journal of High Energy Physics (en inglés) 2014 (8): 9. ISSN 1029-8479. doi:10.1007/JHEP08(2014)009. Consultado el 29 de mayo de 2025.
24. ↑  Carlson, Eric; Coogan, Adam; Linden, Tim; Profumo, Stefano; Ibarra, Alejandro; Wild, Sebastian (8 de abril de 2014). «Antihelium from dark matter». Physical Review D 89 (7): 076005. doi:10.1103/PhysRevD.89.076005. Consultado el 29 de mayo de 2025.

- Antimateria
- Antiátomos
- Diagrama de Moeller
- Configuración electrónica
- Antihidrógeno
- Positrón

- Datos: Q134623298